# Termometer

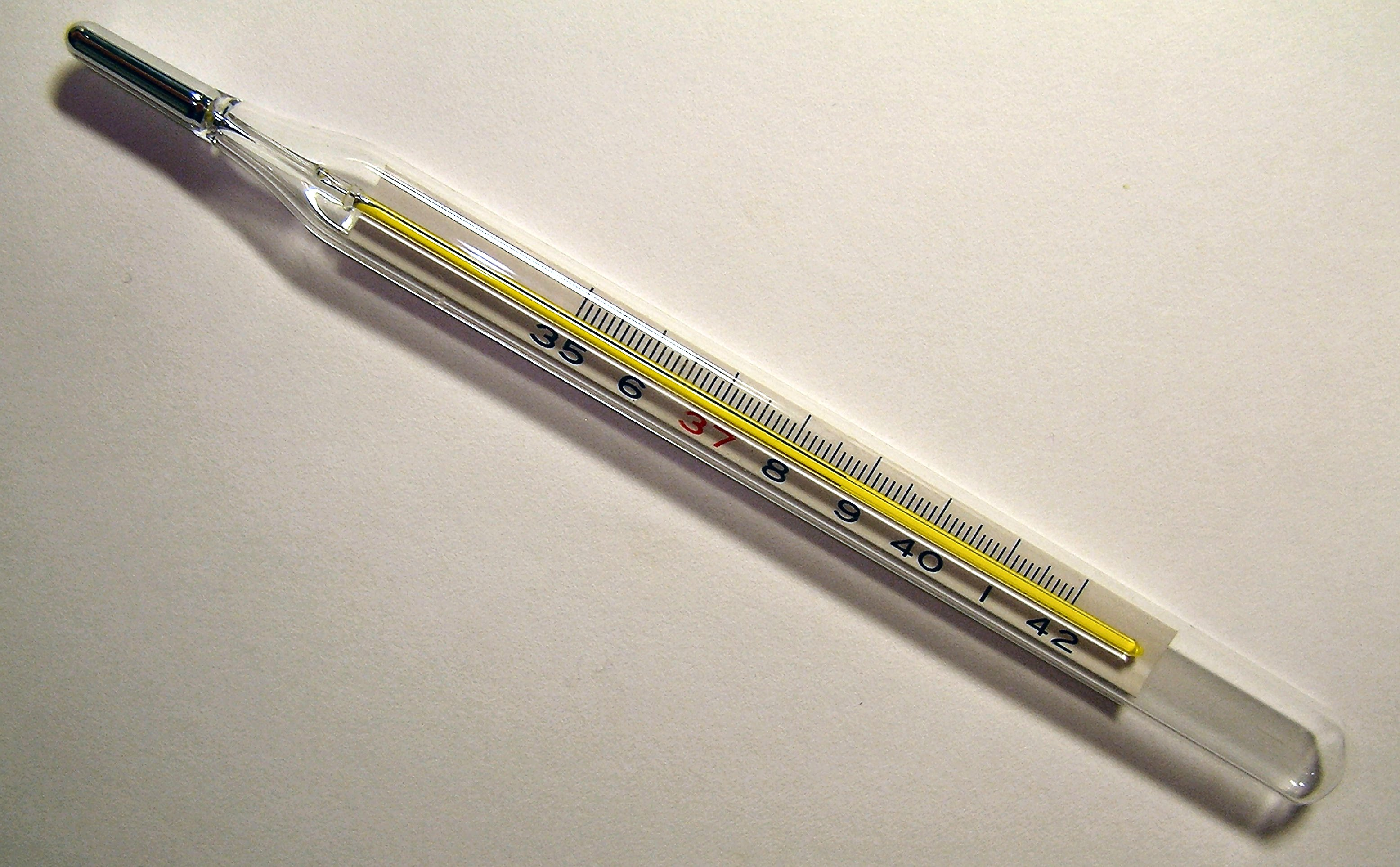
Medicinsk vätsketermometer

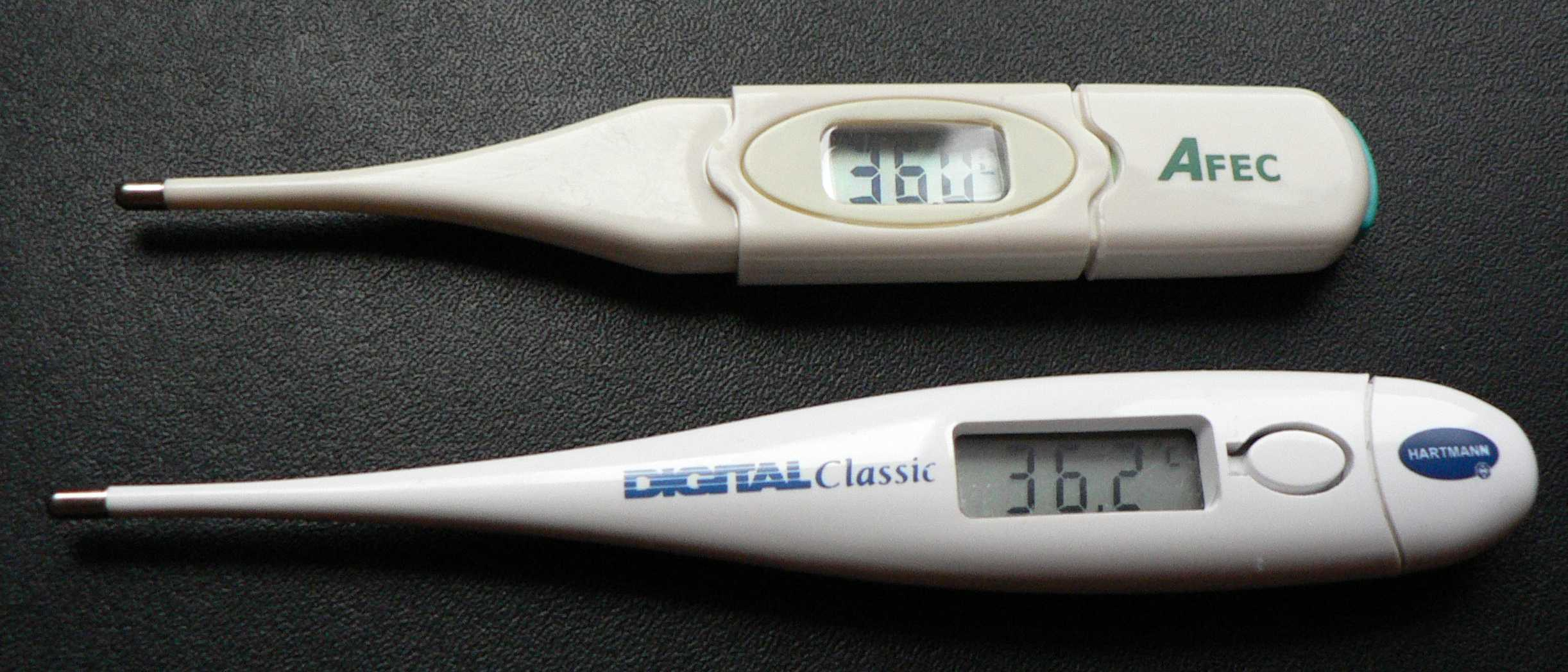
Elektronisk medicinsk termometer

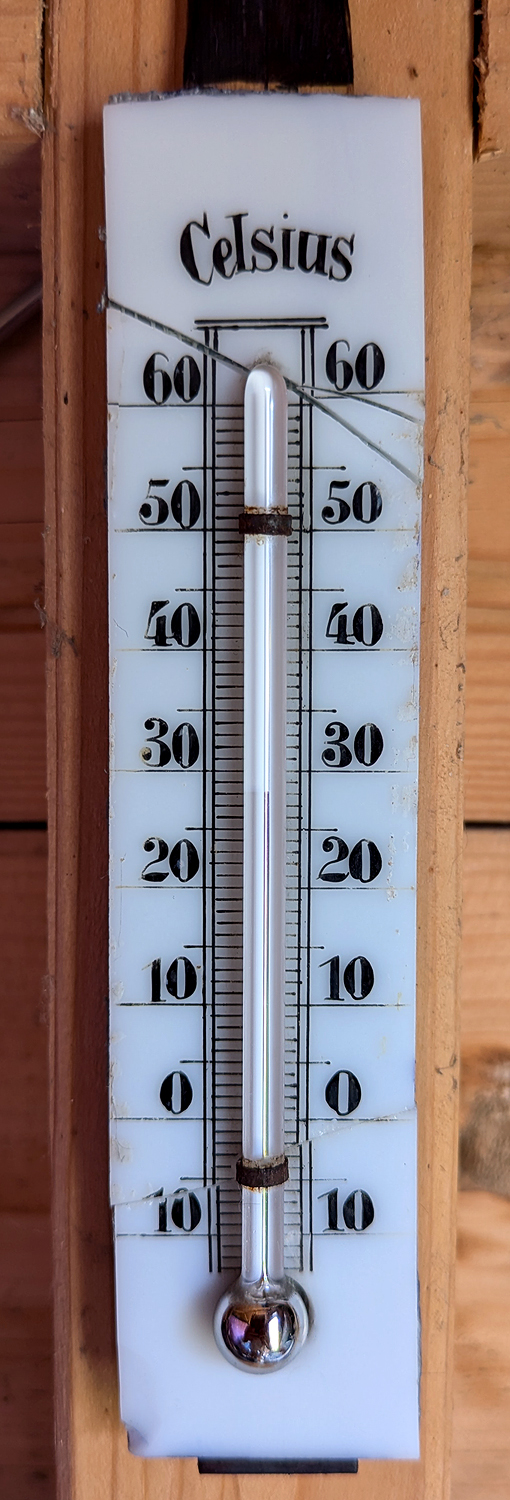
En gammal termometer med kvicksilver från Celsius.

En termometer är ett mätinstrument för mätning av temperatur.

## Typer av termometrar och användning
Termometrar finns av en rad utförande för olika tillämpningsområden. Vanligast är mätning av molekylernas energitillstånd (rörelse) i gaser eller vätskor. Mätningen bygger oftast på att en vätska eller metall utvidgar sig vid uppvärmning. Exempel på sådana termometrar är sprit- och kvicksilvertermometern, samt bimetalltermometern där två olika metaller med olika längdutvidgningskoefficienter kan utnyttjas för att mekaniskt påverka en visare. Elektroniska termometrar bygger oftast på att ledningsförmågan (konduktiviteten) hos metaller ändras vid ändrad temperatur. Detta kan enkelt mätas med ett instrument som mäter spänningsförändringen över känselkroppen.
Baktermometer används för kontroll av lämplig jäsningstemperatur för deg.
Febertermometer är en termometer som mäter kroppstemperaturen och används främst då denna befaras vara för hög (vid feber). Det finns febertermometrar avsedda för mätning i ändtarm, mun, armhåla, öra och på distans (IR-termometer).
Slungtermometer är ett meteorologiskt instrument för noggrann mätning av lufttemperatur.
Stektermometer används vid matlagning, inte minst då man tillreder kött i ugn.
Kvicksilvertermometer kan inte användas under ca −38 °C, ty då fryser kvicksilver till fast tillstånd. Tallium (Tl) sänker kvicksilvrets fryspunkt och har därför använts som tillsats i kvicksilvertermometrar för låg temperatur. Med 8,5 % Tl kan -60 °C nås. För mätning av ännu lägre temperatur används sprittermometer där kvicksilvret ersatts med etanol, som fryser först vid ca −114 °C.
Kvicksilvers kokpunkt, ca 356 °C, sätter en gräns för de högsta temperaturer som en kvicksilvertermometer kan mäta. För mätning av högre temperaturer än så kan man övergå till mätning med strålningspyrometer m fl metoder.

## Hantering av termometrar
Ett vanligt misstag vid mätning av lufttemperatur är att man låter solstrålningen påverka mätresultatet. Enligt definition är lufttemperatur lika med energitillståndet hos luftens gasatomer. Strålning är något helt annat och mäts med andra typer av instrument som kallas bolometrar. Den värmemängd som överförs till en termometer via solstrålning är beroende av faktorer som termometerns färg och konstruktion. Även omgivningens färg har betydelse eftersom mörka färger lättare värms upp av solstrålning än ljusa färger, och värmestrålningen från omgivningen påverkar i sin tur termometern.
Ett praktiskt experiment är att placera olika typer av termometrar bredvid varandra och utsätta dessa för direkt solsken. Eller att placera likadana termometrar bredvid varandra på en skiva målad i olika färger motsvarande de olika termometrarnas placeringar. Man kommer då att finna att alla dessa termometrar kan visa radikalt olika temperaturer. Detta eftersom strålningen har absorberats olika mycket och i vissa fall påverkat temperaturen i termometern mer än vad luftens gasatomer har gjort. Luftens temperatur mätt skärmad från solstrålningen är dock densamma för alla termometrar, förutsatt förstås att de kalibrerats mot varandra.
En termometer mäter endast sin egen temperatur.

## Temperaturskalor
Temperatur kan mätas på ett flertal sätt, nedan följer ett urval.
- Celsius, °C - Den vanligaste temperaturskalan för vardaglig användning.
- Fahrenheit, °F - Vanligt använd temperaturskala i USA, även om Celsius är den officiellt antagna.
- Kelvin, K - Samma skalsteg som Celsius, men med absoluta fryspunkten som 0. Används sällan till vardags utan mest i vetenskapliga sammanhang.
- Rankine, °Ra - Fahrenheits motsvarighet till Kelvin
- Réaumur, °Re - Fransk skala som idag är mer eller mindre helt utkonkurrerad av Celsiusskalan

## Historik, min- och maxtermometer
Minimitermometer, (Minimumtermometer), kallas en termometer på vilken man kan avläsa den lägsta temperatur, som ägt rum sedan en viss tid. Den vanligaste konstruktionen av detta instrument är följande. I en sprittermometer befinner sig inuti spritpelaren en liten nål av glas eller emalj (en så kallad index), som, när termometern lutas åt ena eller andra hållet, lätt glider fram eller tillbaka. Instrumentet ställs in genom att man håller det i något lutande ställning, med termometerkulan uppåt, så att indexen glider ned mot spritkolonnens fria ända. Därefter vrids det försiktigt tillbaka, tills röret kommer i horisontellt läge, och hängs upp i denna ställning. Vid avtagande temperatur drar sig spritkolonnen samman och för med sig nålen mot lägre grader på skalan. Den buktiga yta, som bildar spritens fria ända, hålls samman av det så kallade yttrycket, vilket hindrar indexen att bryta igenom vätskeytan. Då kolonnen sedan, efter att temperaturen nått sitt minimum, åter börjar utvidga sig, ligger indexen däremot kvar på sitt ställe, orörlig inuti termometerröret. Om således instrumentet inte rubbats ur det läge, som det erhållit vid sista inställningen, kan man efter en tid, till exempel ett dygn, av det läge som indexen intar, se vilken den lägsta temperaturen varit under mellantiden. Denna temperatur anges naturligtvis genom det gradtal på skalan, som sammanfaller med den mot spritkolonnens fria yta vettande ändan av indexen. För att observationerna på minimitermometern inte ska bli felaktiga, måste man tillse, att inga spritdroppar avsatt sig i den fria delen av röret. I detta fall är de avlästa värdena för låga. Så snart sådana droppar visar sig i övre delen av röret, bör de genom lämpliga manipulationer förenas med spritpelaren och instrumentet ånyo ställas in.
Maximitermometer (Maximumtermometer) kallas en termometer, på vilken kan avläsas den högsta temperatur, som ägt rum sedan en viss tid. Sådana termometrar fanns i flera olika konstruktioner; de två allmännast förekommande hade följande utseende. Uti den ena är ovanför kvicksilvret i termometerröret inlagd en liten ten av stål eller järn, som med lätthet kan glida fram och tillbaka i den del av röret, som inte upptas av kvicksilvret. Vid instrumentets inställning lutas det först så, att ståltenen berör kvicksilverytan, och vrids sedan i det läge, att termometerröret intar en horisontal ställning. Vid stigande temperatur förlängs kvicksilverkolonnen i röret, och skjuter tenen framför sig. När temperaturen sedan minskar ligger den kvar på det ställe i röret, dit kolonnens ända räckte, då temperaturen var som högst. Avläser man nu på termometerskalan efter en viss tid, till exempel ett dygn, läget av tenen (den ända som är vänd mot kvicksilvret), så får man veta den högsta temperatur, som under detta dygn varit rådande. Efter avläsningen skakas tenen åter ned, så att den berör kvicksilvret. Instrumentet ställs sedan in i horisontellt läge. Detta instrument har det felet att ståltenen ibland "drunknar" i kvicksilvret och således inte längre anger högsta temperaturen. Bättre torde vara att använda en liten glasten.
En annan vanlig konstruktion, som inte har det nyssnämnda felet, är följande. I nedre ändan av termometerröret, där detsamma förenar sig med den ihåliga kulan, är en liten glasskärva insmält, så att kvicksilvret på detta ställe har att passera en trång kanal. Av den kraft, som vid stigande temperatur utvidgar kvicksilvrets volym i kulan, tvingas detta ut i röret genom denna smala kanal. Kvicksilverkolonnens fria ända anger den rätta temperaturen, så länge värmen är i stigande. När temperaturen faller, sammandrar sig det kvicksilver, som finnes i kulan, medan kvicksilvret i röret inte går tillbaka ned i kulan, eftersom det fordras en viss kraft för att pressa kvicksilvret genom den trånga kanalen. Kvicksilverkolonnen ligger således kvar i röret, och dess övre ända anger den högsta temperatur, som ägt rum sedan instrumentets sista inställning. Inför nästa mätning skakas kvicksilvret ned tills kulan blir fylld, varefter termometern åter placeras i horisontalt läge.